# Henning Walczak
Henning Walczak (* 1966) ist ein deutscher Immunologe und Krebsforscher.
Walczak promovierte an der Universität Bielefeld mit einer Arbeit, die er am Deutschen Krebsforschungszentrum (DKFZ) in Heidelberg 1995 bei Peter Krammer durchgeführte. 1996/97 war er bei der Immunex Corporation in Seattle tätig. Anschließend leitete er eine Arbeitsgruppe am DKFZ und forschte zur Apoptose. 2007 bis 2012 war er Professor für Tumorimmunologie am Imperial College London und seit 2013 ist er Professor für Tumorbiologie am University College London. Am dortigen UCL Cancer Institute leitet er das Centre for Cell Death, Cancer and Inflammation (CCCI). Bis 2019 leitete er zudem das Department für Krebsbiologie und war Wissenschaftlicher Direktor des "Cancer Research UK - UCL Centre". Im Juni 2019 nahm Walczak den Ruf auf eine Universitätsprofessur für Biochemie an der Universität zu Köln an. Seitdem ist er in Köln und London tätig.
Walczak forscht über Krebsimmunologie und die Regulation verschiedener Arten des programmierten Zelltods und dabei beteiligter Proteine. Insbesondere untersucht er die Regulation der TNF-, Fas- und TRAIL-Signalwege bei der Apoptose sowie anderen Formen des programmierten Zelltods und deren Rolle bei Krebs, sowie Infektions- und Autoimmunerkrankungen, um neuartige Therapieansätze für diese Erkrankungen zu entwickeln, die vornehmlich auf gezielter Auslösung oder Verhinderung des Zelltods beruhen.
2000 bis 2004 war er Vorstandsvorsitzender der Apogenix Biotechnology AG, der späteren Apogenix GmbH, die er mit Krammer gründete und deren wissenschaftlicher Berater er danach war. 
1999 gewann er den BioFuture-Preis. Er erhielt einen ERC Advanced Grant (2012) und zwei Wellcome Trust Investigator Awards (2012 und 2018).  Im Jahr 2019 erhielt er eine Humboldt-Professur. Seit Juni 2019 lehrt Walczak als Alexander von Humboldt-Professor für Biochemie an der Universität zu Köln. Zudem leitet er das Zentrum für Biochemie der Medizinischen Fakultät der Universität zu Köln.